# Dysschema salome
Dysschema salome är en fjärilsart som beskrevs av Druce 1910. Dysschema salome ingår i släktet Dysschema och familjen björnspinnare. Inga underarter finns listade i Catalogue of Life.